# David Sellar
William David Hamilton Sellar MVO (* 27. Februar 1941; † 26. Januar 2019) war ein schottischer Jurist, Genealoge und Heraldiker. Von 2008 bis Ende 2013 war er als Lord Lyon King of Arms Vorsteher des Court of the Lord Lyon zu Edinburgh.

## Leben
Sellar besuchte das Fettes College in Edinburgh und studierte Geschichte an der University of Oxford und Rechtswissenschaft an der University of Edinburgh. 1966 wurde er als Solicitor zugelassen, zwei Jahre später wechselte er an die rechtswissenschaftliche Fakultät der University of Edinburgh. Seine Arbeits- und Forschungsschwerpunkte lagen seit dieser Zeit im Recht Schottlands und der Geschichte Schottlands.
Er hat über die Lords of the Isles und die Geschichte vieler schottischer Highland-Clans publiziert. Sellar war Vizepräsident der Society of Antiquaries of Scotland, der Schottischen Gesellschaft für Altertumsforschung, und Mitglied der Heraldry Society of Scotland, der Heraldischen Gesellschaft Schottlands.
2001 wurde Sellar zum Bute Pursuivant of Arms in Ordinary ernannt. 2008 wurde er Lord Lyon King of Arms und damit der einzige schottische Wappenkönig. Kraft diesem Amt war er für die Führung der schottischen Wappenrolle verantwortlich. Anders als die englischen Wappenkönige hat der schottische Wappenkönig darüber hinaus auch richterliche Funktionen auf dem Gebiet der Heraldik, die in restlichen Gebiet des Vereinigten Königreichs vom Court of Chivalry wahrgenommen werden.
Als Lord Lyon war Sellar einer der Great Officers of State in Schottland; aus diesem Grund hatte er Anspruch auf die Anrede The Right Honourable (der Höchst Ehrenwerte). Außerdem war Sellar Sekretär des Distelordens. Ferner war er für die Durchführung von Staatszeremonien in Schottland verantwortlich. Insoweit entsprachen seine protokollarischen Aufgaben denen des Earl Marshals in England. Zu seinen jährlichen Aufgaben in dieser Funktion gehörte auch die Eröffnung der Generalversammlung der Church of Scotland.
Sellar war verheiratet und hatte drei Kinder. Ende 2013 trat er von seinem Amt zurück.